# Letheobia toritensis
Letheobia toritensis är en ormart som beskrevs av Broadley och Wallach 2007. Letheobia toritensis ingår i släktet Letheobia och familjen maskormar. Inga underarter finns listade i Catalogue of Life.
Denna orm förekommer i Sydsudan. Honor lägger ägg.